# Туракурганский район
Туракурганский район (тума́н; узб. Toʻraqoʻrgʻon tumani / Тўракўрғон тумани) — район в Наманганской области Узбекистана. Административный центр — город Туракурган.

## История
Район был образован в 1926 году под названием Тюря-Курганский район. В 1938 году вошёл в состав Ферганской области. В 1941 году отошёл к Наманганской области. 14 декабря 1959 года к Тюря-Курганскому району была присоединена большая часть территории упразднённого Задарьинского района.
В 1960 году передан в Ферганскую область. В 1961 году переведён в Андижанскую область. В 1963 году упразднён. В 1970 году восстановлен в составе Наманганской области.

## Административно-территориальное деление
По состоянию на 1 января 2011 года, в состав района входят:
Город
1. Туракурган.

14 городских посёлков:
1. Акташ,
2. Ахси,
3. Бураматут,
4. Еттикан,
5. Катагон,
6. Кичиккурама,
7. Колвак,
8. Мизаркухна,
9. Намдон,
10. Олчин,
11. Сарой,
12. Шаханд,
13. Яндама,
14. Бордимкуль.

8 сельских сходов граждан:
1. Ахси,
2. Бураматут,
3. Катагансарай,
4. Сайрам,
5. имени Халматова,
6. Ходжанд,
7. Шаханд,
8. Яртепа.